# Alexandre Korjakov
Ne doit pas être confondu avec Alexandre Kerjakov ou Alexandre Korsakov.
Alexandre Vassilievitch Korjakov, né le 31 janvier 1950 à Moscou (RSFS de Russie), est un officier, agent de sécurité et homme politique russe. Ancien membre du KGB, il devient le garde du corps et le confident de Boris Eltsine lors de son premier mandat présidentiel, en tant que membre du Service de sécurité présidentiel. Après avoir été renvoyé par Eltsine, il est élu député à la Douma d'État en 1997 et 1999. La publication de ses mémoires, en 1997, donne lieu à des controverses. 

## Biographie

### Jeunesse
Alexandre Vassilievitch Korjakov naît le 31 janvier 1950 à Moscou, dans une famille ouvrière. Il commence à travailler jeune, en 1967, en tant que mécanicien dans l'usine électromécanique de Moscou, y restant jusqu'en 1968. Il entame alors des études par correspondance à l'Institut d'ingénierie énergétique de Moscou, mais est appelé dans l'Armée rouge avant de pouvoir les terminer. Il réalise par la suite des études de droit et obtient un diplôme en 1980. 

### Agent du KGB
Après la fin de son service militaire en 1970, Alexandre Korjakov se voit proposer de rejoindre la neuvième direction du KGB. Il accepte, adhère au Parti communiste de l'Union soviétique l'année suivante, et reste au sein de ce service jusqu'en 1989. 
En 1978, il rejoint une unité chargée d'assurer la sécurité personnelle des personnalités importantes. Il est notamment chargé de protéger Babrak Karmal, chef d'État de la république démocratique d'Afghanistan. Entre 1983 et 1984, il assure la sécurité de Iouri Andropov, dirigeant de l'URSS. Fin 1985, une unité de trois gardes du corps est créée et chargée de protéger Boris Eltsine, candidat à l'entrée dans le Politburo du PCUS et haut responsable du Paarti dans la ville de Moscou. Alexandre Korjakov en fait partie et se rapproche ainsi du futur président russe.
Il est renvoyé du KGB en 1989 en raison de son âge et de ses conditions de santé dégradées. Il est également expulsé du PCUS car il n'a pas payé ses cotisations. 

### Au service de Boris Eltsine
En 1989, Alexandre Korjakov devient provisoirement garde du corps, avant d'entrer à nouveau au service de Boris Eltsine. Comme ce dernier refuse de prendre une voiture avec chauffeur, Korjakov conduit à sa place la Lada Niva qu'il utilise pour se déplacer. Le 28 septembre 1989, Eltsine, alors en conflit avec les factions conservatrices du Parti, aurait été victime d'une attaque, connue comme la « chute du pont (ru) », qui pousse à renforcer sa sécurité. Alexandre Korjakov forme avec plusieurs anciens collègues une équipe pour protéger Eltsine. Étant d'abord une initiative privée, elle est légalisée en 1990 lorsqu'il devient président du Soviet suprême de la RSFSR et prend le nom de Service de sécurité présidentiel. Alexandre Korjakov en est le premier chef. 
Par la suite, il reste constamment proche de Boris Eltsine, lorsqu'il devient président de la république socialiste fédérative soviétique de Russie (RSFSR), puis lors du putsch de Moscou en août 1991. Une photographie le montre notamment à ses côtés, debout sur un tank, lorsque Eltsine proclame l'échec de la tentative de coup d'État,.
Le 4 octobre 1993, lors de la crise constitutionnelle russe, il dirige l'unité chargée de mener l'assaut contre la Maison-Blanche, bâtiment où se sont réfugiés les membres du Congrès des députés du peuple. Après leur reddition, il conduit les dirigeants de l'assemblée, notamment Alexandre Routskoï, Rouslan Khasboulatov, à la prison de Lefortovo. 
Le 2 décembre 1994, à la tête d'un groupe d'hommes masqués, il prend d'assaut les locaux du Groupe Most, propriété de l'influent oligarque Vladimir Goussinski, soutien financier du président, et plusieurs employés sont agressés ; les assaillants font face à plusieurs agents du KGB venus protéger le banquier, avant que les deux groupes ne se reconnaissent. Une enquête est ouverte, mais n'aboutira à aucune inculpation, les auteurs de l'attaque restant impossibles à identifier ; le responsable du KGB sera cependant limogé peu de temps plus tard par le président. Par la suite, Korjakov accuse dans ses mémoires Boris Eltsine d'avoir commandité l'attaque pour intimider le banquier, à la suite de reportages critiques du pouvoir sur sa chaîne NTV+,. 
Il lui est prêté une influence importante sur le leader du Kremlin, en particulier par la presse. Selon Le Temps, en 1995, il « sème la peur au Kremlin » au service du président russe. Les commentateurs russes le voient comme l'une des personnes les plus influentes dans l'entourage du président durant son premier mandat, en particulier lorsque celui-ci se retirait de la vie publique pour raisons de santé.
En tant que chef de la sécurité de Boris Eltsine, Korjakov développe des rivalités avec d'autres hauts responsables russes, notamment Anatoli Tchoubaïs, dirigeant de l'administration présidentielle russe, à l'oeuvre pour la campagne présidentielle d'Eltsine en 1996. En 1996, Alexandre Korjakov fait partie de l'équipe de campagne de Boris Eltsine pour l'élection présidentielle russe de 1996, que celui-ci remporte malgré son impopularité. Korjakov est initialement en faveur d'un report des élections en raison de l'état de santé du président, opinion qu'il exprime publiquement et qui lui vaut des critiques. Après la réélection d'Eltsine, il continue d'être chargé de sa sécurité. 

### Renvoi et procédure judiciaire
Le 20 juin 1996, Alexandre Korjakov est renvoyé de son poste de garde du corps de Boris Eltsine et de la direction du Service de sécurité présidentiel. La veille, des hommes placés sous son commandement ont arrêté plusieurs membres de l'équipe de campagne du président, proches de Tchoubaïs, transportant 500 000 dollars en espèces depuis la résidence du gouvernement. Par la suite, le 27 octobre 1996, il est également accusé d'avoir tenu des « déclarations calomnieuses contre le président de la fédération de Russie et les membres de sa famille » et révoqué des services de sécurité. 
Fin octobre 1996, il porte plainte contre Boris Eltsine devant un tribunal de Kountsevo, dans la banlieue de Moscou, réclamant la « protection de son honneur et de sa dignité ». Il ne demande pas à être réintégré ou indemnisé pour son licenciement mais conteste les accusations qui sont portées contre lui dans le document attestant de sa révocation. Le tribunal lui donne tort et le condamne à payer les frais d'avocats de son adversaire. 
L'affaire prend une ampleur importante lorsque des conversations entre Tchoubaïs et plusieurs autres conseillers présidentiels sont révélées dans les médias, après que Korjakov soit tombé en disgrâce. Vue comme des kompromaty, elles montrent la volonté du pouvori d'étouffer l'affaire des 500 000 dollars : les ocnseillers proposent notamment de faire pression sur le procureur général, via le président, afin qu'il abandonne les poursuites. L'affaire est surnommée par la presse russe le « mini-Watergate ». C'est Alexandre Korjakov qui serait à l'origine de la diffusion de ces enregistrements dans les médias.

### Carrière politique
Alexandre Korjakov se présente fin 1996 pour un siège à la Douma d'État dans la région de Toula, lors d'une élection partielle. Il est soutenu par plusieurs personnalités politiques et médias locaux. Le 9 février 1997, il est élu et le résultat est validé par la Commission électorale centrale ; il devient membre du Comité de la défense au Parlement. Son élection lui permet d'accéder à l'immunité face à d'éventuelles poursuites. Il est réélu lors des élections législatives russes de 1999 mais siège en tant qu'élu indépendant, sans rejoindre de groupe politique.
En 1998, un de ses assistants déclare lors d'une conférence de presse que Korjakov présentera sa candidature à l'élection présidentielle suivante si Eltsine et Anatoli Tchoubaïs sont également de la partie. 

### Activités médiatiques
Alexandre Korjakov devient également consultant. En 1997, il participe à la production du film Schizophrenia. 
Il publie la même année un livre recueillant ses mémoires, intitulé Boris Eltsine : de l'aube au crépuscule. dans ce livre, il raconte notamment que Boris Eltsine aurait été victime d'une attaque cardiaque en 1994, en rentrant en avion des États-Unis, qu'il aurait insisté pour rencontrer malgré tout des dirigeants irlandais, puis se serait mis à pleurer en sous-vêtements après que Korjakov ait refusé de lui autoriser. Il écrit également qu'Eltsine était ivre lors d'un incident survenu durant une visite d'État en Allemagne, après avoir commandé secrètement de la vodka malgré l'interdiction de ses médecins. Cet ouvrage fait scandale en raison des révélations qu'il contient sur les années au pouvoir du dirigeant russe. Après sa publication, Alexandre Korjakov prévient qu'il a encore d'autres documents et souvenirs potentiellement compromettants en sa possession en cas de poursuites judiciaires. Boris Eltsine refuse de commenter les faits présentés dans l'ouvrage, mais écrit dans ses mémoires que « Korjakov était toujours à ses côtés ».

## Vie privée
Alexandre Korjakov est marié. Avec sa femme Irina, ils ont deux filles. Il est le parrain du petit-fils de Boris Eltsine. Grand sportif, il pratique durant sa carrière le tennis, le football, le tennis de table, le hockey sur glace, etc.. 

## Récompenses et distinctions
Alexandre Korjakov reçoit l'ordre du Courage personnel.